# Maurice Trintignant

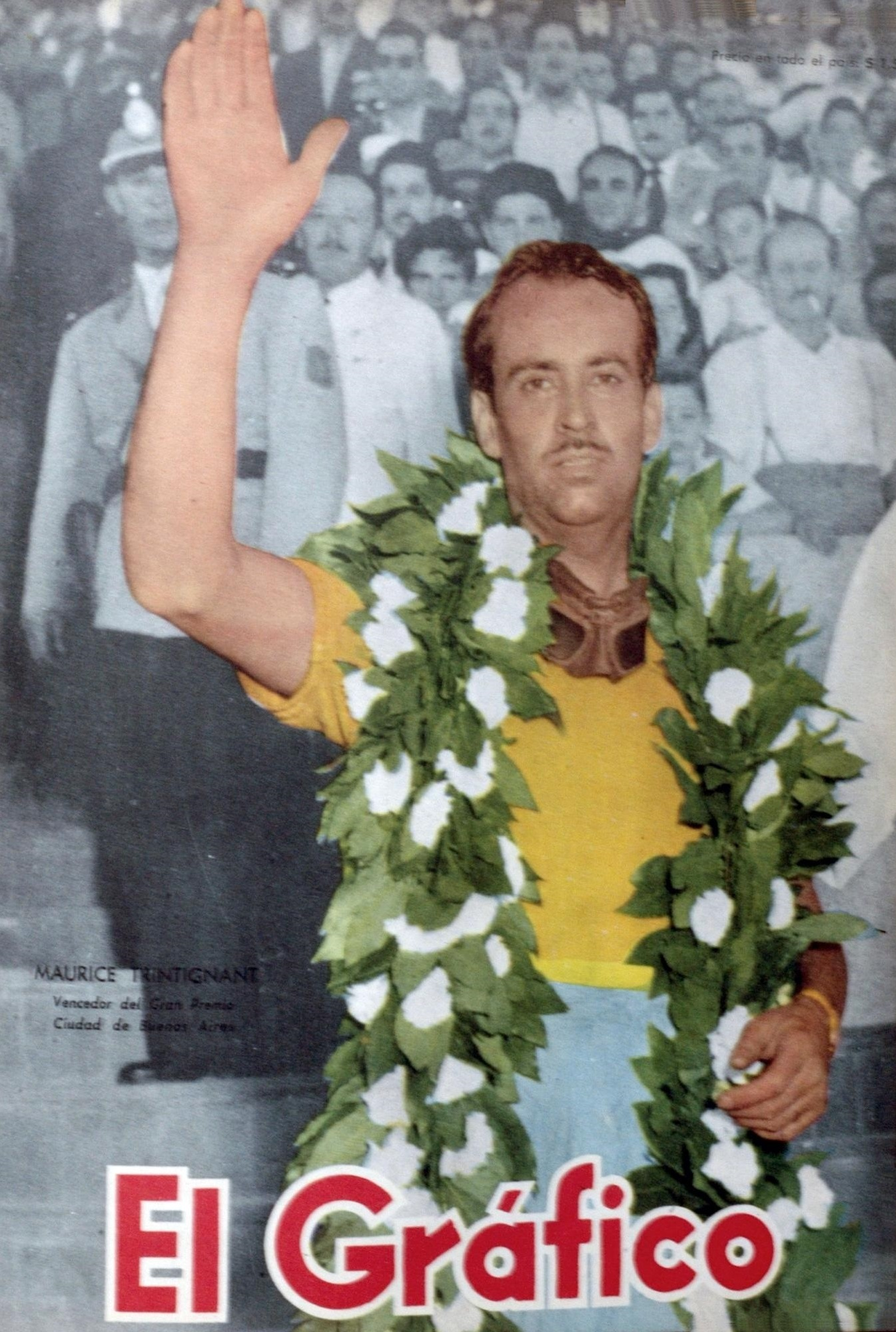
Maurice Trintignant

Maurice Trintignant (Sainte-Cécile-les-Vignes, 30 oktober 1917 – Nîmes, 12 februari 2005) was een Frans autocoureur.

## Loopbaan
Trintignant was al in 1938 actief in de autosport en nam deel aan de Formule 1-wedstrijden tussen 1950 en 1964. In totaal verscheen hij 81 van de 84 keer dat hij ingeschreven stond aan de start van een grand prix.
 Hij won de 24 uur van Le Mans in 1954 en de Grand Prix van Monaco in 1955 en 1958.
Maurice Trintignant was de broer van Bugatti-coureur Louis Trintignant, die om het leven kwam in 1933 tijdens een training op het circuit in het Franse Péronne, Picardië en de oom van de Franse filmacteur Jean-Louis Trintignant.

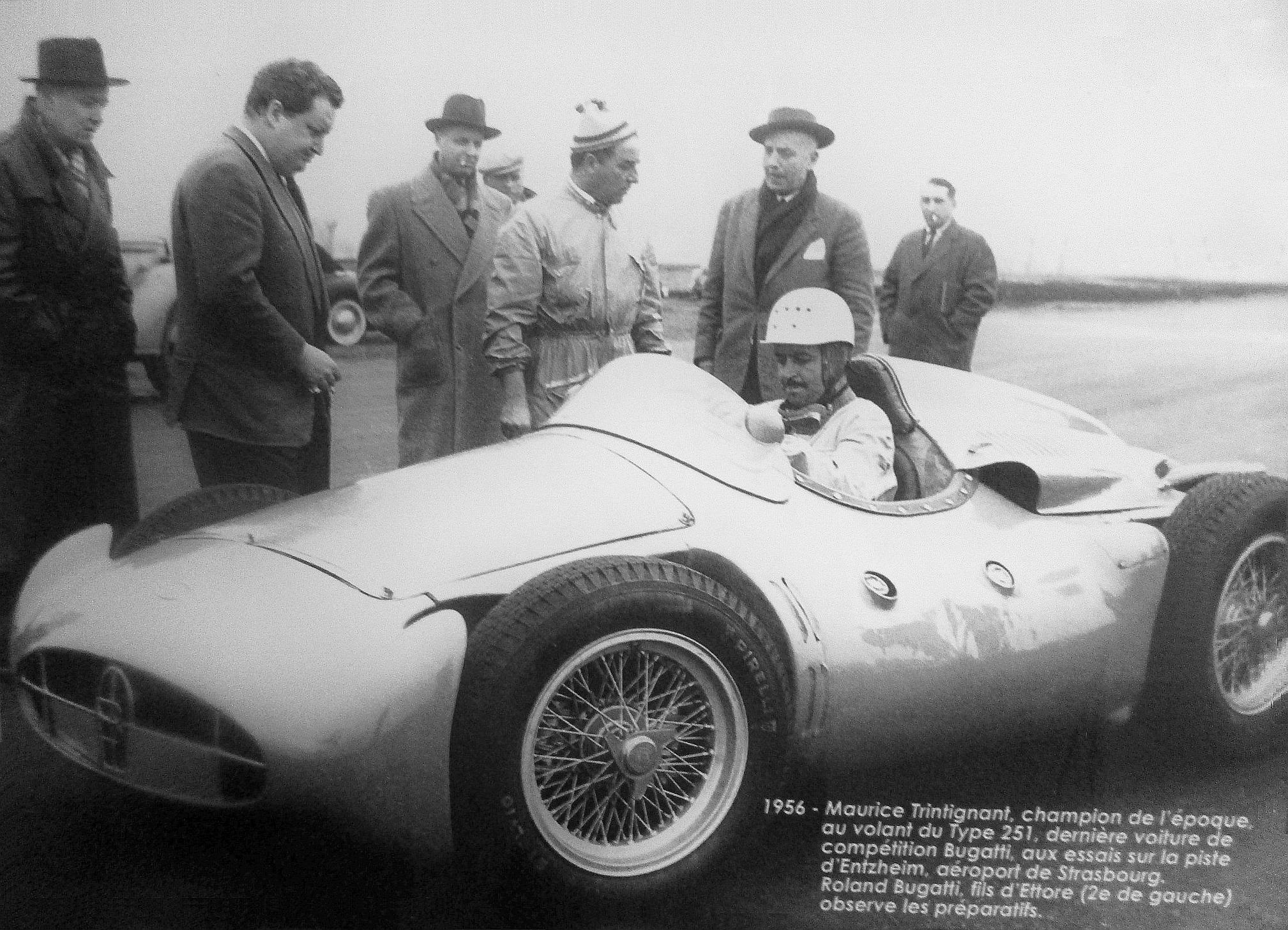
Maurice Trintignant in de Bugatti T251 tijdens het na-oorlogse debuut in de Formule 1 van dit Franse automerk in de Grote Prijs van Frankrijk van 1956. Het werd een debacle voor Bugatti en bleef bij een eenmalige poging.